# Alpsee
Der Alpsee ist ein 88 Hektar großer See in Bayern im Landkreis Ostallgäu.
Er hat einen Umfang von 4,70 Kilometer, gehört zur Gemeinde Schwangau und liegt in unmittelbarer Nähe der Königsschlösser Hohenschwangau und Neuschwanstein, direkt am Fuße des Berges Säuling. Zwei Kilometer nordwestlich des Sees liegt die Stadt Füssen, 450 Meter weiter südlich verläuft die Grenze zu Österreich. 400 Meter nördlich des Sees liegt der kleinere Schwansee.
Der See wird 1523 als Albsee erstmals erwähnt und leitet sich vom ahd. alba 'hochgelegener Weideplatz, Berghang' ab.
Die Entstehung der Hohlform des Alpsees im Gebirge wird als Auslaugung dort ausgedehnt vorkommender leicht verwitterbarer „Raiblergipse“ (Alpseestörung) erklärt; das Wasser des Alpsees speist unter das Gebirge hindurch die Quellen des Schwansees. Der See ist von eiszeitlich geprägten rundlichen Waldbergen mit Gletscherschliff wie dem Schwarzenberg und dem Kitzberg mit verkarsteter Hochfläche umgeben.
Der See gilt als einer der saubersten Seen in Deutschland und wird im Sommer als Badesee in einer eigens dazu geschaffenen Badeanstalt (Alpseebad, am Südufer) genutzt. Ebenfalls gibt es ein Bootshaus, an dem Tretboote und Ruderboote ausgeliehen werden können. Bei ausreichender Kälte wird der See im Winter auch zum Schlittschuhlaufen genutzt.
Der See liegt im Landschaftsschutzgebiet Schutz von Landschaftsteilen im Bereich des Faulenbacher Tales, des Lechtales, des Schwanseetales und des Alpseegebietes im Landkreis Füssen (LSG-00078.01).
Der See ist Eigentum des Freistaats Bayern, der Wittelsbacher Ausgleichsfonds ist Pächter des Sees.
Das Ende 2011 eröffnete Museum der bayerischen Könige liegt direkt am Alpsee. Zudem gibt es einen Aussichtspunkt auf einem Felsvorsprung, den Pindarplatz.